# تقرير فاليش

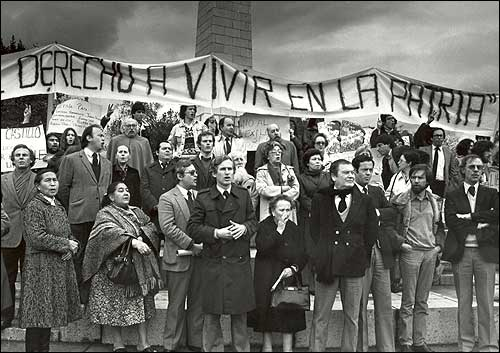

كان تقرير فاليش (رسميًا: اللجنة الوطنية للسجن السياسي وتقرير التعذيب) سجلاً للانتهاكات التي ارتكبت في تشيلي بين عامي 1973 و1990 من قبل عملاء النظام العسكري في أوغستو بينوشيه. نُشر التقرير في 29 نوفمبر 2004 وشرح بالتفصيل نتائج التحقيق التي استمرت لمدة ستة أشهر. صدرت نسخة منقحة في 1 يونيو 2005. وأعيد فتح اللجنة في فبراير 2010 لمدة ثمانية عشر شهرًا، مما أضاف المزيد من الحالات. وجدت اللجنة أن 38254 شخصًا قد سُجنوا لأسباب سياسية وأن معظمهم تعرضوا للتعذيب. كما تبين أن ثلاثين شخصًا «اختفوا» أو أُعدموا بالإضافة إلى أولئك الذين سجلهم تقرير راجيت. صُنفت الشهادة واعتُمد أنها ستبقى سرية طوال الخمسين سنة القادمة. لذلك، لا يمكن استخدام السجلات في المحاكمات المتعلقة بانتهاكات حقوق الإنسان، على عكس «أرشيف الإرهاب» في باراغواي وعملية كوندور. وقد منعت رابطات السجناء السياسيين السابقين من الوصول إلى الشهادة.

## اللجنة
أُعد التقرير بناءً على طلب من الرئيس ريكاردو لاجوس من قبل اللجنة الوطنية المؤلفة من ثمانية أعضاء للسجن السياسي والتعذيبي برئاسة الأسقف سيرجيو فاليش ونُشرت على الإنترنت. وشملت اللجنة: ماريا لويزا سيبولفيدا (نائبة الرئيس التنفيذي)  والمحامون ميغيل لويس أمونتيغي، ولوسيانو فويولو، وخوسيه أنطونيو غوميز (رئيس الحزب الاشتراكي الديمقراطي الراديكالي)، ولوكاس سييرا، وألفارو فاريلا، وعالمة علم النفس إليزابيث ليرا. ولم تشمل أي مثال للضحايا أو أعضاء جمعيات السجناء السياسيين السابقين.

## النتائج

### الجزء الأول
استند التقرير الأول إلى الشهادة التي أدلى بها 35865 شخصًا للجنة، يُعتبر 27255 منهم “ضحايا مباشرين«. قال 94٪ من هؤلاء أنهم تعرضوا للتعذيب. وُلد أحد عشر شخصاً في السجن، واحتُجز واحد وتسعون طفلاً دون السن القانونية مع والديهم (بما في ذلك أربعة أطفال لم يولدوا بعد)، لم يُعتبر أن هؤلاء» ضحايا مباشرين".  وكانت مجموعة أخرى تتكون من 978 شخصًا قاصرين وقت إلقاء القبض عليهم. كانت أربع نساء حوامل وقت اعتقالهن وتعرضهن للتعذيب، اعتُبر أطفالهن “ضحايا مباشرين". كان الطفل الناتج للاغتصاب أثناء وجود أمه في السجن «ضحية مباشرة». كانت الضحايا تُحتجز تقريبيا لمدة ستة أشهر. من بين أكثر من 8600 حالة مرفوضة، طلب 7290 شخصًا مراجعة قضاياهم. كما وافقت اللجنة على التحقيق في 166 حالة أخرى لم يتم النظر فيها في المرة الأولى.  أضاف التقرير المحدّث 1,204 حالة جديدة، ليصل العدد الإجمالي للضحايا إلى 28,459. وكان العدد الإجمالي للاعتقالات 34690. اعتُقل بعض الناس عدة مرات. وجدت اللجنة أن ما يقارب 69 ٪ من الاعتقالات وقعت بين 11 سبتمبر و31 ديسمبر من عام 1973، و19 ٪ بين يناير 1973 وأغسطس 1977.

### الجزء الثاني
تحت رئاسة ميشيل باشيليت، أعيد فتح اللجنة. راجعت اللجنة حوالي 32000 طلب جديد من فبراير 2010 إلى أغسطس 2011. كان من المفترض أن تفتح اللجنة لمدة 12 شهرًا فقط، ولكن نظرًا لعدد الطلبات الكبير، مُددت الفترة لمدة ستة أشهر إضافية. صُدق على 9795 حالة تعذيب وثلاثين حالة اختفاء أو إعدام. قُدم التقرير الجديد إلى الرئيس سيباستيان بينيرا في 18 أغسطس 2011 واُصدر في 26 أغسطس 2011.

## الفوائد
قدمت الدولة تعويضًا نقديًا مدى الحياة للضحايا بالإضافة إلى المزايا الصحية والتعليمية. توجد تفاصيل هذه المزايا في القانون 19992،  وتشمل ما يلي: دفع شهري يتراوح بين 113000 و 129000 بيزو تشيلي (بأسعار ديسمبر / كانون الأول 2004، التعديل الناتج للتضخم)، على حسب عمر الضحية: رعاية صحية عامة مجانية للضحايا وأولياء أمورهم أو أزواجهم أو أطفالهم دون سن الخامسة والعشرين أو الأطفال العاجزين من أي عمر، التعليم المجاني (من الابتدائي إلى الثانوي) للضحايا الذين توقفوا عن الدراسة بسبب سجنهم. وهناك أيضًا مكافأة خاصة قدرها أربعة ملايين بيزو شيلى لأطفال الضحايا الذين ولدوا في السجن أو احتجزوا مع والديهم قبل بلوغ سن الرشد.

## النقد
قال منتقدو تقرير فاليش، ان العائلات كانت تدعي كذباً فقدان أقاربها خلال النظام العسكري 1973-1990، اذ كانت هناك تقارير منذ عام 2000 تفيد بأن أربعة أشخاص، مدرجين في قائمة القتلى أو المفقودين، كانوا على قيد الحياة أو ماتوا في ظروف غير ذات صلة. أثارت هذه القضايا أسئلة حول نظام التحقق من ضحايا الديكتاتوريات. ذكرت صحيفة «العمر»  أن  1183 شخصًا قُتلوا أو أُبلغ عن فقدهم ويُفترض أنهم ماتوا وأن أسمائهم تظهر في نصب تذكاري خاص في المقبرة العامة في سانتياغو. ويقدر كلايف فوس في كتاب «الطغاة: 2500 عام من القوة المطلقة والفساد» أن 1500 تشيلي قُتلوا أو اختفوا خلال نظام بينوشيه. اختفى ما يقارب  700 مدني خلال عامي 1974 و 1977 بعد احتجازهم من قبل الجيش والشرطة الشيلية. ذكرت صحيفة نيويورك تايمز في أكتوبر 1979،  توثيق منظمة العفو الدولية،  اختفاء حوالي 1500 شيلى منذ عام 1973.
وفقًا لجمعية السجناء السياسيين السابقين، استخدمت اللجنة تعريفًا مختلفًا للتعذيب عن التعريف الذي وافقت عليه الأمم المتحدة. لم تُدرج معظم الحالات الجديدة لأطفال الضحايا في التقرير الأول وذلك يعود لسبيين رئيسيين: إما أن والديه كانوا سجناء سياسيين، أو من بين «المختفين» الذي لم يكن هناك شهود مؤكدون على اختفائهم. اعترفت اللجنة بحوالي ثلثي حالات العنف عام 1973.

تقول الجمعيات أن الشهادة قُبلت وفقًا للشروط التالية:
كان يجب أن يكون الحجز أكثر من خمس أيام. (في عام 1986، في سانتياغو دي تشيلي، احتجزت القوات المسلحة 120.000 شخص. ومن بين هؤلاء،  احتجزت كارابينيروس (قوة الشرطة الشيلية)  24000 شخصا لمدة أربعة أيام ونصف.) ومع ذلك، لم تكن شروط اللجنة تتعلق بطول مدة الاحتجاز، بل تتعلق بالدوافع السياسية للاحتجاز أو التعذيب. في الحالات التي عُثر فيها على دليل على أي منهما، حتى لو كانت فترة الاحتجاز بضعة أيام، قٌبلت شهادة هؤلاء الأفراد (انظر المادة 2، الفقرة 2 من المرسوم الأعلى 1,040 لعام 2003، الذي أنشأ اللجنة وحدد ولايتها). يجب أن يكون الاحتجاز في أحد مراكز الاحتجاز أو التعذيب الرسمية البالغ عددها 1200 مركز والتي أدرجتها اللجنة، بما في ذلك: فيلا غريمالدي، كولونيا ديجنيداد، إستاد فيكتور جارا أو مركز إزميرالدا العائم. استُبعدت  حالات التعذيب في الشوارع أو في السيارات. (ابتداءً من ثمانينيات القرن الماضي، لم تعد الاستخبارات، التي خلفت مديرية الاستخبارات الوطنية، تأخذ ضحايا إلى مراكز الاحتجاز، على حسب ما قالته الجمعيات، وأكبر برهان على ذلك، أن حوالي ثلثي حالات سوء المعاملة والعنف التي أقرتها اللجنة حدثت خلال عام 1973).
لم يُعترف بحالة كارمن غلوريا كوينتانا، التي حُرقت حية في منتصف الثمانينات، بناءا على تعريف التعذيب الجديد. يُعتبر هذا الادعاء خاطئا. لم تكن هناك قائمة رسمية بمراكز الاحتجاز، إذ كان يتعين احتجاز الضحايا من أجل الاعتراف بقضاياهم. كانت القائمة التي وضعتها اللجنة هي نتاج الشهادة التي تلقتها، على الرغم من أن القوائم السابقة لمراكز الاحتجاز شملت معظم الأماكن. تعود صعوبة قبول شهادات الأشخاص الذين احتُجزوا في السيارات أو الذين تعرضوا للتعذيب في الشارع، إلى عدم العثور على أدلة كافية لدعم قضاياهم. قُبلت الحالات التي عُثر فيها على أدلة على احتجاز الأشخاص وتعذيبهم في حافلات الشرطة أو في عربات أخرى.